# Guadalupe Victoria, Durango
Guadalupe Victoria là một đô thị thuộc bang Durango, México. Năm 2005, dân số của đô thị này là 32058 người.